# Helen Wyman
Helen Wyman, née le 4 mars 1981 à Hertfordshire, est une coureuse cycliste anglaise. Se consacrant essentiellement au cyclo-cross, elle a remporté neuf fois le championnat de Grande-Bretagne de la discipline, ainsi que le championnat d'Europe en 2012 et 2013. Elle met un terme à sa carrière à l'issue de la saison 2018-2019, avec 77 victoires à son palmarès.

## Biographie
En janvier 2015, lors du championnat du monde de cyclo-cross, elle termine septième.

## Palmarès en cyclo-cross
- 2005-2006
  -  Championne de Grande-Bretagne de cyclo-cross
- 2006-2007
  -  Championne de Grande-Bretagne de cyclo-cross
  - 3e de la Coupe du monde
- 2007-2008
  -  Championne de Grande-Bretagne de cyclo-cross
  - 3e de la Coupe du monde
- 2008-2009
  -  Championne de Grande-Bretagne de cyclo-cross
  - 7e de la Coupe du monde
- 2009-2010
  -  Championne de Grande-Bretagne de cyclo-cross
  - Star Crossed Cyclocross, Redmond
  - 6 Internationale Döhlauer Crossrennen, Döhlau
  - Ciclocross del Ponte, Faè di Oderzo
  - Grand Prix Wetzikon, Wetzikon
  -  Médaillé de bronze du championnat d'Europe de cyclo-cross
- 2010-2011
  -  Championne de Grande-Bretagne de cyclo-cross
  - Trophée GvA #2 - Koppenbergcross, Audenarde
  - Jaarmarktcross Niel, Niel
  - USGP of Cyclocross - Portland Cup 2, Portland
  - Internationale Cyclocross Heerlen Grote Prijs Heuts, Heerlen
  -  Médaillé de bronze du championnat d'Europe de cyclo-cross
  - 10e de la Coupe du monde
- 2011-2012
  -  Championne de Grande-Bretagne de cyclo-cross
  - Superprestige #1, Oostkamp-Ruddervoorde
  - New England Championship Series #2 - The Nor Easter Cyclo-cross presented by Cycle-smart, Burlington
  - New England Championship Series #3 - Gran Prix of Gloucester 1, Gloucester
  - New England Championship Series #4 - Gran Prix of Gloucester 2, Gloucester
  - Nittany Lion Cross, Breinigsville
  - Charm City Cross 1, Baltimore
  - Charm City Cross 2, Baltimore
  - Rohrbach's Ellison Park Cyclocross, Rochester
  - 5e de la Coupe du monde
- 2012-2013
  -  Championne d'Europe de cyclo-cross
  - Superprestige #5, Gieten
  - Trophée Banque Bpost #1 - Koppenbergcross, Audenarde
  - Rohrbach's Ellison Park Cyclocross 1, Rochester
  - Rohrbach's Ellison Park Cyclocross 2, Rochester
  - Nittany Lion Cross 1, Breinigsville
  - Charm City Cross 1, Baltimore
  - Charm City Cross 2, Baltimore
  - NEPCX #3 - Providence Cyclo-cross Festival 1, Providence
  - NEPCX #4 - Providence Cyclo-cross Festival 2, Providence
  - Jingle Cross Rock 1, Iowa City
  - Jingle Cross Rock 2, Iowa City
  - Jingle Cross Rock 3, Iowa City
  - 2e du championnat de Grande-Bretagne
  - 4e de la Coupe du monde
- 2013-2014
  -  Championne d'Europe de cyclo-cross
  -  Championne de Grande-Bretagne de cyclo-cross
  - Catamount Grand Prix 1, Williston
  - Catamount Grand Prix 2, Williston
  - Charm City Cross 1, Baltimore
  - Charm City Cross 2, Baltimore
  - Superprestige #1 - Cyclocross Ruddervoorde, Ruddervoorde
  - Superprestige #4, Gieten
  - Superprestige #7, Middelkerke
  - Cyclocross Otegem, Otegem
  - Boels Classic Internationale Cyclo-cross Heerlen, Heerlen
  - Trophée Banque Bpost #2 - Koppenbergcross, Audenarde
  -  Médaillé de bronze au championnat du monde de cyclo-cross
  - 5e de la Coupe du monde
- 2014-2015
  - Charm City Cross (1), Baltimore
  - Charm City Cross (2), Baltimore
  - Verge NECXS #1, Gloucester
  - De Grote Prijs van Brabant
  - 7e au championnat du monde de cyclo-cross
  - 7e de la Coupe du monde
- 2015-2016
  - Superprestige #5, Spa-Francorchamps
  - Trophée Banque Bpost #3, Hamme
  - International Cyclocross Rucphen, Rucphen
  - 2e du championnat de Grande-Bretagne de cyclo-cross
  - 7e du championnat d'Europe de cyclo-cross
- 2016-2017
  - Jingle Cross #1, Iowa City
  - CRAFT Sportswear Gran Prix of Gloucester #2, Gloucester
- 2017-2018
  -  Championne de Grande-Bretagne de cyclo-cross
  - IJsboerke Ladies Trophy #2, Oudenaarde
  - EKZ CrossTour #3, Aigle
  - Nacht van Woerden, Woerden
  - Grand-Prix de la Commune de Contern, Contern
  - Basqueland Zkrosa, Elorrio
  - Ciclocros Joan Soler, Manlleu
  - 7e de la Coupe du monde
  - 8e du championnat d'Europe de cyclo-cross
- 2018-2019
  - Jingle Cross #1, Iowa City
  - Abadiñoko udala saria, Abadiano
  - Trofeo San Andrés, Ametzaga de Zuia
  - 3e du championnat de Grande-Bretagne
  - 8e du championnat d'Europe de cyclo-cross